# アトランタ (装甲艦)
CSS/USS アトランタ（CSS/USS  Atlanta）は、南北戦争中にアメリカ連合国海軍（南部海軍）とアメリカ合衆国海軍（北部海軍）の双方で使用された砲郭型装甲艦。元はスコットランドで建造され、南軍が封鎖突破船として使用した商船フィンガル（Fingal）であり、北部海軍の封鎖を突破してジョージア州サバンナに入港した。その後幾度かヨーロッパに向かうために封鎖突破を試みたが失敗したため、装甲艦に改造されアトランタの名前が与えられた。1863年、座礁したところを北部海軍の2隻のモニター艦に鹵獲され、修理の後に北部海軍で使用された。活動の場はおおむねジェームズ川であり、そこの北軍を支援した。1865年に退役し、予備役艦隊に所属した。その後ハイチに売却されたが、1869年12月、引渡しのためハイチに向かう途中で沈没した。

## 封鎖突破船フィンガル
フィンガルはスコットランドのグラスゴーにおいて、ジェームズ・アンド・ジョージ・トンプソンの設計、クライドバンク鉄工造船所で建造された商船で、1861年の初めに完成した。後にアトランタの見習い士官となったダブニー・スケールズによると、鉄製船体の2本マストで、全長は189フィート (57.6 m)、全幅は25フィート (7.6 m)であった。喫水は12フィート (3.7 m)、船底から主甲板までの高さは 15フィート (4.6 m)であった。スケールズは重量を約 700 (bmトン)と見積もっている。フィンガルは煙管型、 ボイラーは1基、垂直シリンダーの船舶用蒸気機関2基を備え、1軸スクリューにより13ノットの速度を出すことができた。シリンダーの直径は39インチ (991 mm)、ストロークは30インチ (762 mm)であった。
フィンガルはしばらくの間、ハッチンソン・ウェストハイランド・サービス社の船としてグラスゴーとスコットランドの他の都市を行き来していたが、1861年9月にイギリスにおける南軍のエージェントであったジェームズ・ブロック（James Dunwoody Bulloch）が購入した。目的は軍需品や補給物質を南軍に届けることであったが、それを隠すためにブロックはイギリス人の船長を雇い、行き先をバミューダとバハマのナッソーと偽った。貨物は10月始めにグリーンノックで積み込まれたが、ブロックと他の乗客はそこでは乗船せず、ウェールズのホリーヘッドで乗り込んだ。10月14日から15日にかけての夜中、フィンガルはホリーヘッドの堤防からゆっくりと出て行ったが、そこに無灯で係留されていたオーストリアのブリッグ・ジカルディ（Siccardi）に衝突、これを沈めてしまった。ブロックは彼の経理エージェントに手紙を書き、「ホリーヘッドに長期間留まることはできないため、オーストリア船のオーナーとの賠償交渉を行うよう」指示している。11月2日にはバーミュダに到着した。バーミューダ出航後の11月8日、ブロックはフィンガルの目的地はサバンナであること、従えないものはナッソーまで送り届けることを船員に伝えた。これに対して、乗員全員が北部海軍の封鎖を突破してサバンナに向かうことに同意した。幸運なことに深い霧が出ており、封鎖艦に見つかることなく、11月12日に無事サバンナに入港した。
フィンガルが貨物を降ろしている間に、ブロックはアメリカ連合国の首都であるリッチモンドに出向き、海軍長官のスティーヴン・マロリーと会談した。ブロックは海軍の口座で綿花を購入し、これをヨーロッパで売却、その利益で船舶と装備品を購入することを提案し、マロリーはこれを承認した。ブロックは11月23日にサバンナに戻ったが、貨物と石炭の積み込みにさらに1ヶ月を要した。12月23日、封鎖突破を試みたが、サバンナ川河口のティビー島（Tybee Island）を占領した北部海軍がサバンナからの航路を支配しており、それはほとんど不可能であることが分かった。ブロックは1862年1月後半に封鎖突破の見込みがないことをマロリーに報告した。マロリーはフィンガルを他の士官の指揮に委ね、他の方法を見つけてヨーロッパに戻るようにブロックに指示した。

## 装甲艦アトランタ

### 南部海軍

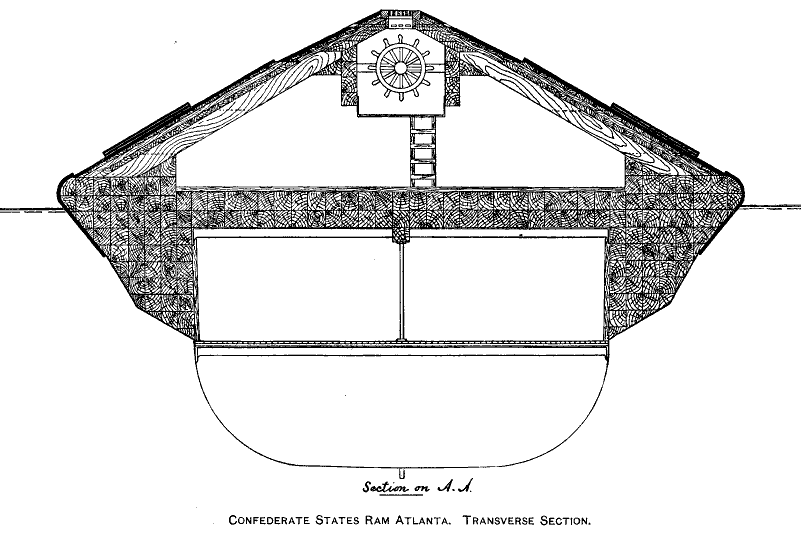
アトランタの断面図

1862年の初め、エイザ・ティフト（Asa Tift）とネルソン・ティフト（Nelson Tift）の兄弟が、フィンガルを装甲艦に改造する契約を請け負った。新しい艦の名前はアトランタで、もちろんジョージア州のアトランタ市に由来するものであった。サバンナの女性達が資金の多くを負担した。フィンガルは主甲板の部位で切断され、鉄製の砲郭を支えるために船体の左右には大きな木製のバルジが取り付けられた。改造後のアトランタの全長は204フィート (62.2 m)、全幅は41フィート (12 m)となった。船底から甲板までの高さは17フィート (5.2 m)、喫水は15フィート9インチ (4.8 m)となった。排水量は1,006ロングトン (1,022 t)に増加し、このため速度は7-10ノットに低下した。
砲郭の装甲は、鉄道レールを圧延して製造した厚さ2インチ (51 mm)・幅7インチ (180 mm)の鉄板を2層に重ねたものであり、水平から30度傾斜していた。外側の鉄板は縦方向に、内側の鉄板は横方向に敷かれた。この装甲を支えるために、基部にそれぞれ7.5インチ (191 mm)厚の松材を2層、その上に3インチ (76 mm) 厚のオーク材を縦方向に貼り合わせてあった。砲郭の下部は水面から約20インチ (508 mm)の高さにあり、最上部は8フィート6インチ (2.59 m)であった。2人分の広さがあるピラミッド型の操舵室も同様の方法で装甲されていた。船体上部も2インチの装甲で覆われていた。

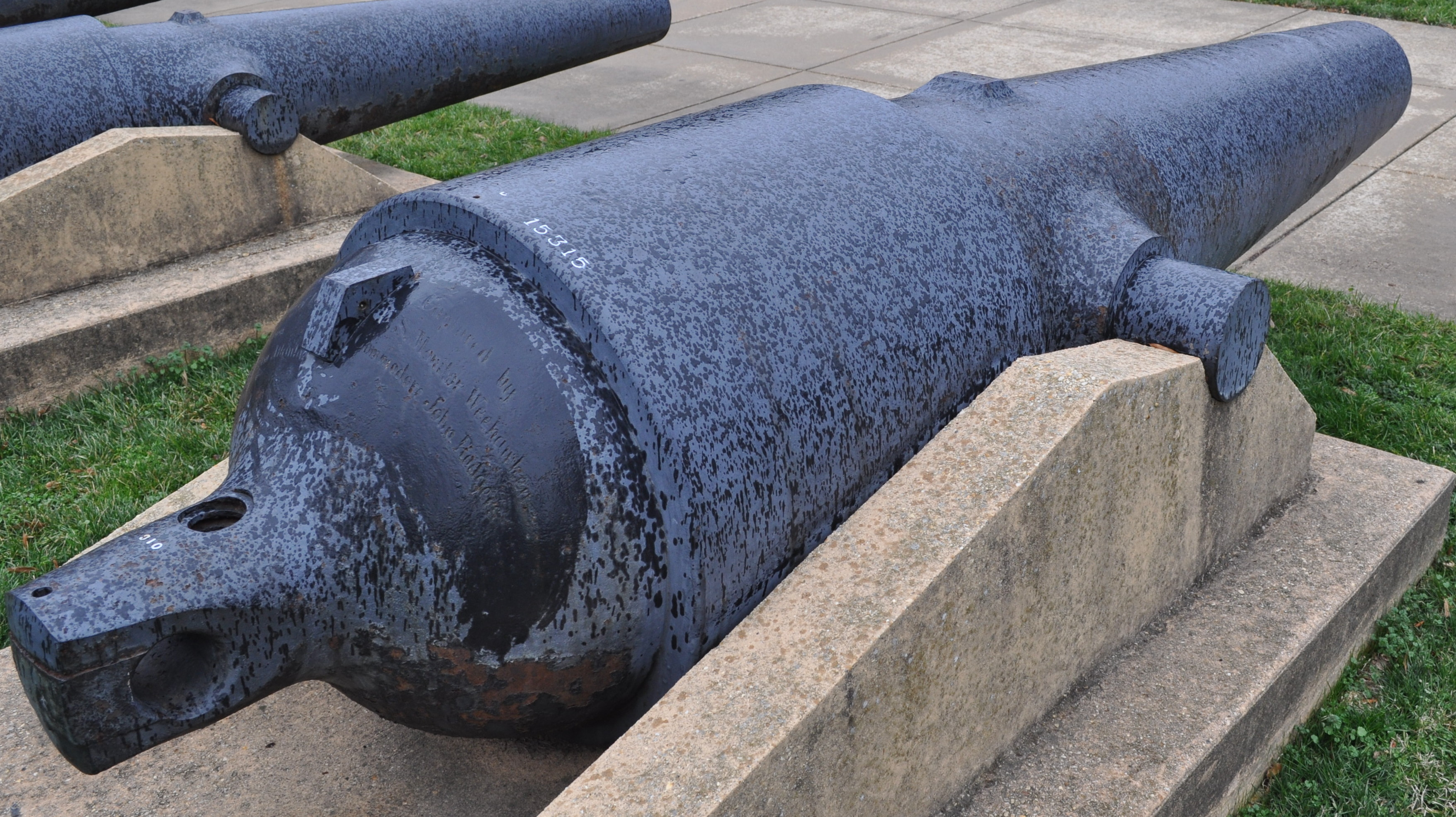
ワシントン海軍工廠に展示してある、アトランタの7インチブルック砲

砲郭には合計8箇所の小さな砲門が開けられていた。前後に1箇所ずつ、左右に3箇所ずつである。砲門は2インチ厚の鉄板を貼り合わせたシャッターで防護されており、砲の仰角は5-7度程度に過ぎなかった。アトランタの備砲は、前後に旋回式の7-インチ (178 mm)単帯補強型ブルック施条砲、左右中央の砲門用として6.4-インチ (163 mm)単帯補強型ブルック砲施条砲を搭載していた。7インチ砲は17口径長で重量はおよそ15,000ポンド (6,800 kg)であり、ボルト（bolt）と呼ばれた80-ポンド (36 kg)徹甲弾または110-ポンド (50 kg)炸裂弾が使用できた。6.4インチ砲は、18.5口径長で重量9,110ポンド (4,130 kg)、80ポンド徹甲弾または64-ポンド (29 kg)炸裂弾が使用できた。アトランタは艦首に20-フート (6.1 m)長で鋼鉄製の棒で補強された鉄製衝角を有していた。衝角前部には、木製の棒に50ポンド (23 kg)の黒色火薬を炸薬とする外装水雷が取り付けられており、鉄製のレバーと滑車を使って艦上から操作して上下させることができた。
1862年7月31日、チャールズ・マクブレア大尉の指揮下で、アトランタはサバンナ川を下ってプラスキ砦（Fort Pulaski）までの海上公試を行った。この試験において、操艦が困難であること、追加した装甲と備砲の重量のため喫水が深くなり、速度が大きく低下したことが分かった。とくに、喫水の増加はサバンナ近くの浅い海では問題であった。また水漏れも多く、その設計上空気の循環が限られていた。ある報告書では「換気の手段がほとんど無く、温度が極度に上昇するため、アトランタに乗艦するのはほとんど耐え難い」と記されている。スケールズは自分の日記に「不快で地獄のような、神に見放された艦」と書いている。
これらの不具合を直す工事が行われ、少なくとも多くの水漏れは補修された。
アトランタは11月22日に就役し、ジョージア海軍司令であるジョサイア・タットノールの旗艦となった。封鎖艦隊と戦えというマロリーからの圧力を受け、1863年1月5日、北部海軍の装甲艦が到着する前にタットノールは出撃した。しかし、タットノールが早期に要求していたにもかかわらず、陸軍の工兵は浅瀬に敷設された妨害物を予定通りに取り除くことが出来なかった。妨害物の撤去にはさらに1ヶ月を要し、1月末には北部海軍のモニター艦2隻が到着していた。しかしながら、タットノールは2月3日の満潮時を狙って、障害物を避けて再び出撃することを試みたが、強風で波が高かったため実現できなかった。結局障害物を通過して出撃できたのは3月19日で、タットノールは北軍のモニター艦がチャールストン攻撃に出払っている間を狙って、サウスカロライナ州ポート・ロイヤル（Port Royal）の北部海軍基地を攻撃する計画を立てた。ワッサウ・サウンド（Wassaw Sound）の端で待機しているときに、南軍の脱走兵がタットノールの計画を北軍にもらしたため、ポート・ロイヤルを防衛するモニター艦が3隻に増強され、タットノールは撤退を余儀なくされた。マロリーはタットノールが積極性に欠けるとして、3月末にサバンナ戦隊の司令をリチャード・ペイジ（Richard L. Page）中佐にを交代させた。ペイジは5月にはウィリアム・ウェブ（William A. Webb）中佐と交代したが、アトランタは戦隊旗艦として留まった。
ウェブは積極性を見せて、着任後最初の大潮（5月30日）を狙って出撃したが、妨害物を通過した後にアトランタの前部蒸気機関が故障し、座礁してしまった。アトランタ自体に損傷は無かったが、離礁するのに1日を費やしてしまった。マロリーは装甲艦CSS サバンナが就役間近なのでそれを待つように勧めたが、ウェブはこれを拒否して次の大潮時に再び出撃した。その頃、北部海軍の南大西洋封鎖艦隊司令であるサミュエル・デュポン少将は、隷下の2隻のモニター艦、USS ウィーホーケン（Weehawken）とUSS ナハント（Nahant）に対して、ワッサウ・サウンドに進出するよう命令した。ウィーホーケンのジョン・ロジャーズ（John Rodgers）中佐が2隻の総指揮をとった。

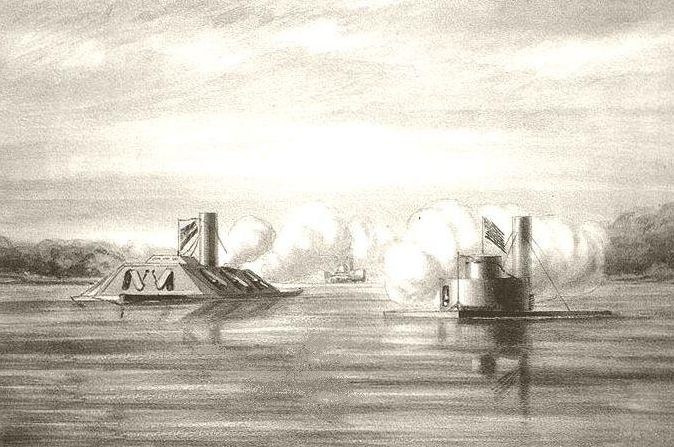
ウィーホーケンによるアトランタの鹵獲、1863年6月17日

6月15日の夕刻、ウェブはウィルミントン川の妨害物を通過し、その夜には石炭の積み込みを行った。16日の夕刻には翌朝に北軍モニター艦に攻撃をかけられる位置にまで進み、身を隠した。ウェブは、まず1隻を外装水雷で撃沈し、もう1隻と砲撃戦を行うことを計画した。南部海軍の砲艦CSS アイソンディガ（Isondiga）とタグボートCSS レゾリュート（Resolute）が、モニター艦を鹵獲しサバンナまで曳航するために随伴した。
警戒のために出撃してきたウィーホーケンが6月17日の早朝4時10分にアトランタを発見した。アトランタは北軍艦2隻に約1.5マイル (2.4 km)まで近づき、艦尾砲から1発砲撃を行ったが、砲弾はウィホーケンを越えてナハントの近くに着弾した。その後すぐに、アトランタは砂州に乗り上げてしまった。しばらく後に離脱できたが、波のために再び砂洲に押し戻された。今回は離礁できず、モニター艦が距離を詰めて来た。戦隊を率いていたウィーホーケンが200–300ヤード (180–270 m)まで近づき、2門の備砲（15-インチ (381 mm)および11-インチ (279 mm)ダールグレン滑腔砲）で砲撃を開始した。11インチ砲弾は外れたが、15インチ砲弾は舷側中央砲門の上部に命中し、鉄製装甲を貫通した。木材基部までは貫通できなかったが、飛び散った破片で舷側砲の操作員全員が負傷、加えて後部旋回砲の操作員も半数が負傷した。2発目の11インチ砲弾は砲郭上部に命中し、貫通はしなかったがその衝撃で小さな浸水が生じた。2発目の15インチ砲弾は、開けられていた右舷中央砲門をかすめ、破片で操作員の半数が負傷した。最後の命中弾はやはり15インチ砲からのもので、操舵室の上部に命中、装甲を破壊し操舵員2名を負傷させた。このときまでに、アトランタは7発を発射していたが、北軍モニター艦には1発も命中しなかった。潮位が高くなって離礁可能になるためには、あと1時間半は必要と思われた。他方、ウィホーケンとナハントは自由に航行し、アトランタの大砲の死角となる位置に移動できた。アトランタの損傷も大きく、これ以上の抵抗は無駄であった。ウェブはウィホーケン最初の発砲から15分後、ナハントが発砲を開始する前に降伏した。アトランタの21名の士官と124名の水兵のうち、1名が戦死し16名が重傷のため入院が必要であった。

### 北部海軍

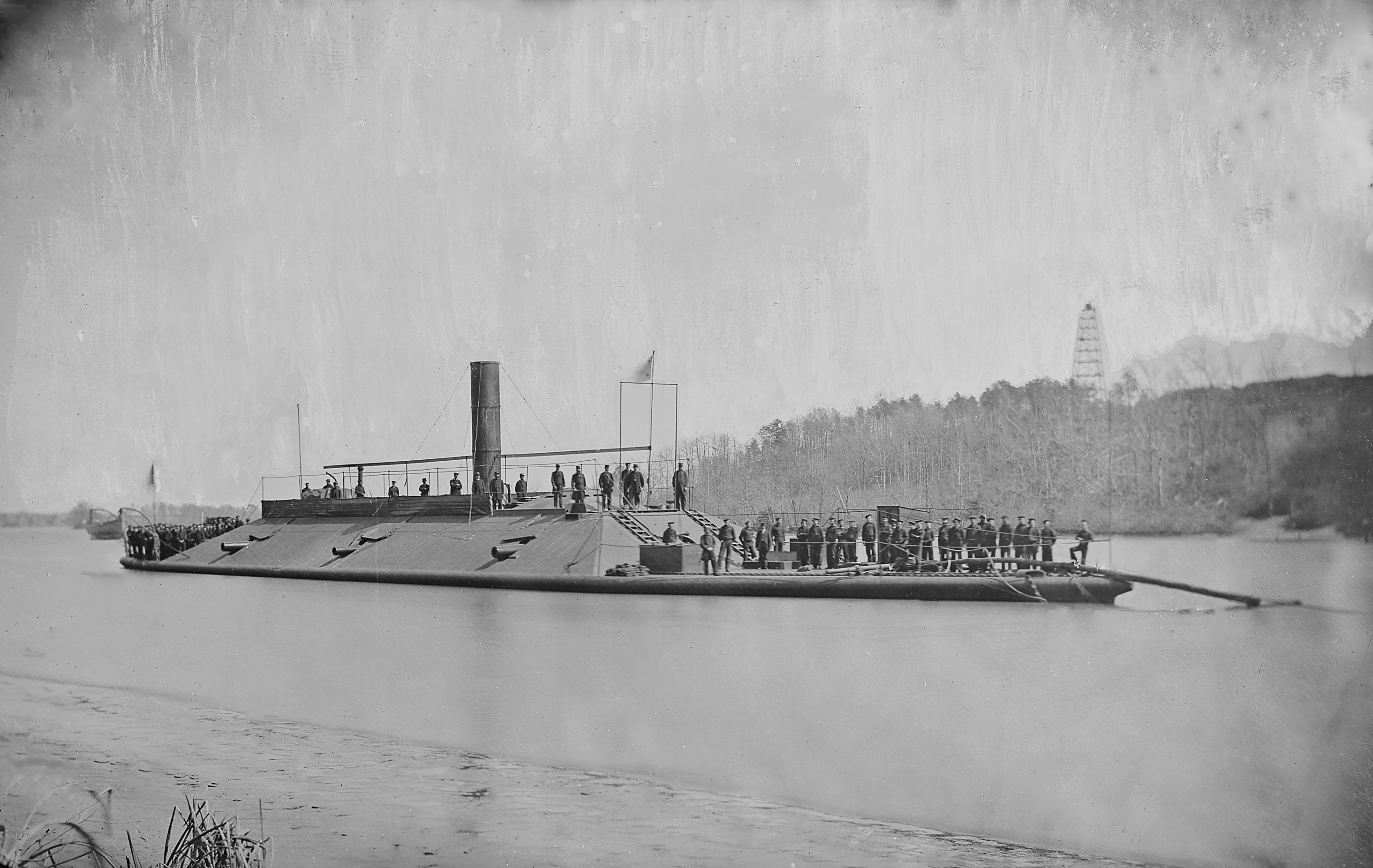
ジェームズ川上でのUSS アトランタ、Matthew Brady撮影

アトランタは北軍艦艇によって容易に離礁させることができ、ポート・ロイヤルまで自身のエンジンで航海して到着した。損害も大きくは無かったため、北部海軍がこれを購入し修理した。鹵獲の報奨金は$350,000で、ウィーホーケン、ナハントおよび信号伝達距離にいた唯一の艦艇であった砲艦、USS シマロンの乗員で分配された。北部海軍の所属となっても名前は変更されず、1864年2月2日に再就役した。武装は前後を8-インチ (203 mm)・150ポンドパロット施条砲、舷側砲を6.4インチ・100ポンドパロット施条砲に置き換えられた。150ポンド砲は17口径長で重量は16,500ポンド (7,500 kg)であった。100ポンド砲は20口径長で重量は 9,800ポンド (4,400 kg)で、100ポンド砲弾を仰角25度で6,900ヤード (6,300 m)飛ばすことが出来た。南軍時代に搭載していたブルック砲は、現在ワシントン海軍工廠に保管されている。アトランタは北大西洋封鎖艦隊の所属となり、その後のほとんどの期間、ジェームズ川での任務に就き、リッチモンド・ピータースバーグ方面作戦を支援し、また南部海軍ジェームズ川艦隊所属の装甲艦の攻撃に備えた。1864年5月21日、南軍騎兵隊がポーハタン砦を襲撃した際に、アトランタと砲艦ダウンがこれを砲撃し退散させた。1865年2月のトレント・リーチの戦い（Battle of Trent's Reach）の後には、リッチモンドにいた南軍装甲艦をより効果的に封鎖するために、さらに上流に進出した。
1865年4月に戦争が終了し、アトランタは6月21日にフィラデルフィアで退役し、リーグ・アイランド（League Island）で予備役艦として係留された。1869年5月4日に、サム・ウォードに$25,000で売却され、その後12月8日にハイチ在住の代理人であるシドニー・オークスミス（アトランタを$260,000で購入し、手付金として$50,000を支払い済みであった）への引渡しのために出航しようとした。税関がしばらく出航を許さなかったが、ハイチは内戦中であり、アトランタの艦載砲4門とハイチの大統領であるシルヴァイン・サルナーヴ（Sylvain Salnave）の募集兵が多数乗艦していたため、おそらく中立法に抵触する可能性があったためであろう。アトランタは3日後に開放され、ポルトープランスに向かった。しかし、デラウェア湾で損傷し、ペンシルバニア州チェスター（Chester）で修理を行った。今度の艦名はトライアンフであり、12月18日に出航したが航海途中で行方不明となった。ハッテラス岬かデラウェア湾で沈没したと思われる。

## 参考資料
- Bulloch, Jame D. (1884). The Secret Service of the Confederate States in Europe: or, How the Confederate Cruisers were Equipped. I. New York: G.P. Putnam
- Emerson, William C. (1995). “Unfounded Hopes: A Design Analysis of the Confederate Steamer CSS Atlanta”. Warship International (Toledo, OH: International Naval Research Organization) XXXII (4):  367–387. ISSN 0043-0374.
- Holcombe, Robert; Silverstone, Paul H. (1991). “Question 35/90”. Warship International (Toledo, OH: International Naval Research Organization) XXVIII (4):  404. ISSN 0043-0374.
- Olmstead, Edwin; Stark, Wayne E.; Tucker, Spencer C. (1997). The Big Guns: Civil War Siege, Seacoast, and Naval Cannon. Alexandria Bay, New York: Museum Restoration Service. ISBN 0-88855-012-X
- Scharf, J. Thomas (1977). History of the Confederate States Navy: From its Organization to the Surrender of its Last Vessel. New York: Fairfax Press. ISBN 0-517-23913-2. OCLC 4361326
- Scheina, Robert L. (1987). Latin America, A Naval History: 1810–1987. Annapolis, Maryland: Naval Institute Press. ISBN 0-87021-295-8
- Silverstone, Paul H. (1989). Warships of the Civil War Navies. Annapolis, Maryland: Naval Institute Press. ISBN 0-87021-783-6
- Still, William N., Jr. (1985). Iron Afloat: The Story of the Confederate Armorclads (Reprint of the 1971 ed.). Columbia, South Carolina: University of South Carolina Press. ISBN 0-87249-454-3
- Wise, Stephen R. (1991). Lifeline of the Confederacy: Blockade Running During the Civil War. Columbia, South Carolina: University of South Carolina Press